# Греймас, Альгирдас Жюльен
Альгирда́с Жюлье́н Гре́ймас (Альгирдас Юлюс Греймас, лит. Algirdas Julius Greimas; 9 марта 1917, Тула — 27 февраля 1992, Париж) — литовский и французский лингвист, фольклорист и литературовед.

## Биография
Родился в Туле в семье литовских беженцев. Окончил гимназию в Мариямполе. Изучал право в Университете Витаутаса Великого в Литве (1934—1935) и лингвистику в Гренобле (1936—1939), исследовал франкопровансальские диалекты. В 1939 году после возвращения в Литву проходил военную службу. Преподавал в Шяуляйской женской гимназии. С 1944 года вновь работал во Франции, в 1949 году получил докторскую степень в Сорбонне. Преподавал в университетах Александрии, Анкары, Стамбула и Пуатье. С 1963 года возглавлял семиотические исследования в Париже (семио-лингвистическая исследовательская группа в Практической школе высших знаний), выступил в качестве одного из основателей Парижской семиотической школы. В 1971 и 1979 годах провел лекции в Вильнюсском университете. Похоронен на Пятрашюнском кладбище в Каунасе, рядом с могилой матери.

## Научная деятельность
Автор лексикографических и лексикологических работ (составитель словаря старофранцузского языка), трудов по теории структурной семантики и нарративному синтаксису. С 1970-х годов занимался изучением и реконструкцией литовской мифологии, опираясь на структуралистские методы Клода Леви-Стросса, Жоржа Дюмезиля и Марселя Детьена.
Греймас соединил французский структурализм с достижениями русского формализма (работы В. Я. Проппа), построив на базе его функций актантную схему текста (и значения вообще). Греймасу также принадлежит представление значения в виде семиотического квадрата (восходящее к логическому квадрату Аристотеля).
В числе учеников и последователей Греймаса — семиотик Жак Фонтаний.

## Память
9 марта 2017 года Банк Литвы в честь 100-летия со дня рождения А. Греймаса выпустил памятную серебряную монету 5 евро.